# Bendigo Spirit
Le Bendigo Spirit est un club féminin australien de basket-ball basé dans la ville de Bendigo. Le club appartient à la Women's National Basketball League, la ligue professionnelle de plus haut niveau en Australie.

## Historique
Le club fait partie, avec les Christchurch Sirens, de l'extension de la ligue en 2007

## Palmarès
Bendigo remporte la Grande finale face à Townsville 71 à 57 dans une rencontre, où Kelsey Griffin score 20 points et capte 11 rebonds, ce qui lui vaut d'être désignée MVP de la rencontre. Son équipière Gabrielle Richards réussit 20 points et 8 rebonds.

## Entraîneurs successifs
- Depuis ? : -

## Effectif 2013-2014
| Numéro | Nom                | Née le           | Taille | Nationalité | Poste           |
| 4      | Tessa Lavey        | 29 mars 1993     | 1,70 m | Australie   | Arrière         |
| 5      | Andrea Wilson      | 5 décembre 1985  | 1,72 m | Australie   | Arrière         |
| 6      | Chantella Perera   | 7 juin 1986      | 1,76 m | Australie   | Arrière         |
| 9      | Madeleine Garrick  | 1er avril 1992   | 1,78 m | Australie   | Arrière-Ailière |
| 10     | Kristi Harrower    | 4 mars 1975      | 1,63 m | Australie   | Meneuse         |
| 12     | Ebony Antonio      | 19 décembre 1984 | 1,70 m | Australie   | Arrière         |
| 14     | Chelsea Aubry      | 27 juin 1984     | 1,88 m | Canada      | Ailière forte   |
| 15     | Sara Blicavs       | 15 février 1993  | 1,88 m | Australie   | Ailière         |
| 20     | Gabrielle Richards | 19 novembre 1984 | 1,88 m | Australie   | Pivot           |
| 21     | Elyse Penaluna     | 23 avril 1988    | 1,93 m | Australie   | Ailière forte   |
| 22     | Kelly Wilson       | 1er janvier 1985 | 1,70 m | Australie   | Arrière         |
| 23     | Kelsey Griffin     | 2 juillet 1987   | 1,88 m | États-Unis  | Ailière         |
| 24     | Jane Chalmers      | 10 mars 1983     | 1,60 m | Australie   | Arrière         |

- Entraîneur : Bernie Harrower
- Assistants : Andrew Walsh, Jonathan Goodman, Kristi Harrower

## Effectif 2012-2013
| Numéro | Nom                 | Née le           | Taille | Nationalité | Poste           |
| 4      | Rebecca Campigli    | 7 juin 1990      | 1,77 m | Australie   | Arrière         |
| 5      | Andrea Wilson       | 5 décembre 1985  | 1,72 m | Australie   | Arrière         |
| 6      | Chantella Perera    | 7 juin 1986      | 1,76 m | Australie   | Arrière         |
| 7      | Renae Camino        | 19 novembre 1986 | 1,77 m | Australie   | Arrière         |
| 8      | Hayley Munro        |                  |        | Australie   |                 |
| 9      | Madeleine Garrick   | 1er avril 1992   | 1,78 m | Australie   | Arrière-Ailière |
| 10     | Kristi Harrower     | 4 mars 1975      | 1,63 m | Australie   | Meneuse         |
| 14     | Chelsea Aubry       | 27 juin 1984     | 1,88 m | Canada      | Ailière forte   |
| 20     | Gabrielle Richards  | 19 novembre 1984 | 1,88 m | Australie   | Pivot           |
| 22     | Kelly Wilson        | 1er janvier 1985 | 1,70 m | Australie   | Arrière         |
| 24     | Jane Chalmers       | 10 mars 1983     | 1,60 m | Australie   | Arrière         |
| 21     | Rachel Herrick      | 17 novembre 1986 | 1,92 m | Australie   | Pivot           |
|        | Ashleigh Stonehouse | 22 mai 1992      | 1,85 m | Australie   | Ailière         |
|        | Kelsey Griffin      | 2 juillet 1987   | 1,88 m | États-Unis  | Ailière         |

- Entraîneur : Bernie Harrower
- Assistants : Jeremi Moule, Paul O'Brien

L'équipe se classe première de la saison régulière avec 21 victoires pour 3 défaites.

## Joueuses célèbres ou marquantes
- Kristi Harrower